# Equação transcendente
Uma equação transcendente é uma equação que contém alguma função que não é redutível a uma fração entre polinômios, e cuja solução não pode ser expressa através de funções elementares.
De modo geral, uma equação transcendente não possui uma solução exata expressa através de funções conhecidas, sendo necessário recorrer ao cálculo numérico para obter uma solução.
As equações transcendentes mais comuns que aparecem são:
- equações trigonométricas em que a incógnita aparece tanto como argumento de uma função trigonométrica quanto independente. Ex: a Equação de Kepler, x - a sin(x) = b.
- equações exponenciais em que a incógnita e sua exponencial são somadas. Ex: na modelagem de um circuito elétrico com um diodo e uma resistência
- equações logarítmicas com combinações do logaritmo e da incógnita.

Uma equação transcendente pode ter infinitas soluções.

## Exemplos
- {\displaystyle xe^{x}=2\,} - resolvida através da Função W de Lambert, x = W(2) = 0.8526…
- {\displaystyle 2\sin(x)=x\,} - com uma solução real trivial (x = 0) e duas soluções reais (x = +/- 1.895…") obtidas através do cálculo numérico